# Маяк Пелікан-Пойнт

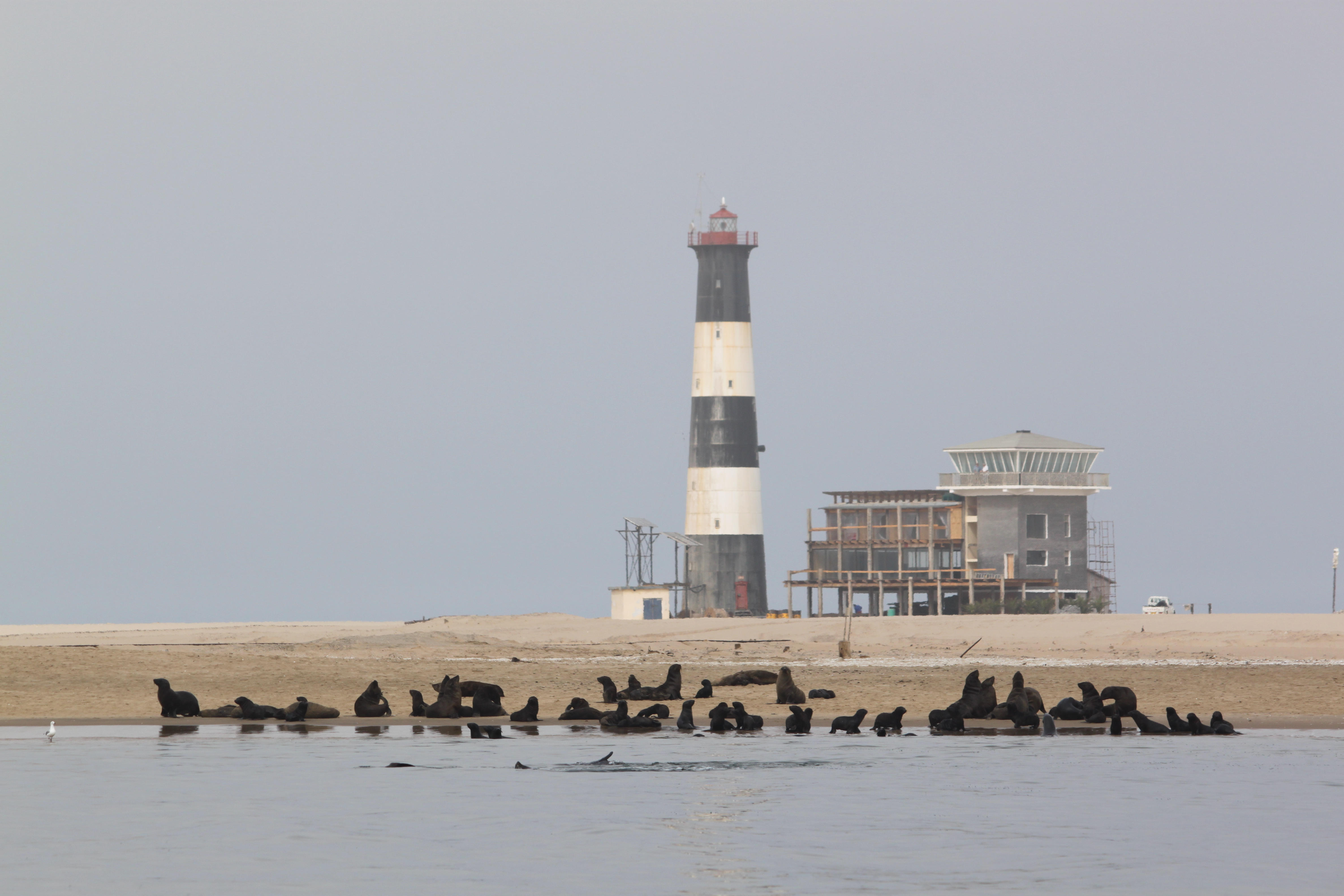
Маяк Пелікан-Пойнт у 2011 р.

Маяк Пелікан-Пойнт — це маяк, що виходить на Атлантичний океан з Пелікан-Пойнт, довгої піщаної коси, що охороняє Волфіш-Бей, Намібія. Його відкрив південноафриканський уряд у 1932 році. Кругла чавунна вежа заввишки 34 метри має ліхтар і галерею та пофарбована горизонтальними чорно-білими смугами.